# Neville Cardus
John Frederick Neville Cardus, CBE (3 de abril de 1888 – 28 de fevereiro de 1975) foi um escritor e crítico inglês. A partir de uma perspectiva humilde, sendo autodidata, ele se tornou correspondente de críquete do The Manchester Guardian, em 1919, e seu principal crítico de música em 1927, tendo os dois cargos simultaneamente até 1940. Suas contribuições para esses dois campos distintos, nos anos precedentes à Segunda Guerra Mundial, estabeleceram sua reputação como um dos principais críticos da sua geração.
A abordagem de Cardus na escrita sobre críquete foi inovadora, transformando o que anteriormente tinha sido, em grande parte, formulários factuais, em descrições e críticas vívidas; seus contemporâneos consideram-no influente em todos os críticos de críquete desde então. Apesar de ter alcançado o seu maior número de leitores com seus livros e relatórios de críquete, ele considerava a crítica musical a sua principal vocação. Sem qualquer formação musical formal, ele foi inicialmente influenciado pela geração mais antiga de críticos, em especial Samuel Langford e Ernest Newman, mas desenvolveu seu próprio estilo individual de crítica — subjetivo, romântico e pessoal, em contraste com a análise objetiva de Newman. As opiniões de Cardus eram muitas vezes diretas e implacáveis, o que por vezes causou atritos com grandes artistas. No entanto, seu charme pessoal e suas maneiras populares permitiram-lhe criar amizades duradouras no críquete e no mundo musical, como com Sir Thomas Beecham e Sir Donald Bradman, entre outros.
Cardus passou os anos da Segunda Guerra Mundial na Austrália, onde ele escreveu para o Sydney Morning Herald e participou regularmente de programas de rádio. Lá, ele também escreveu livros sobre música e terminou sua autobiografia. Após seu retorno à Inglaterra, ele retomou sua ligação com The Manchester Guardian como crítico de música em Londres. Ele continuou a escrever sobre críquete, e escreveu livros sobre ambas suas especialidades. O trabalho de Cardus foi publicamente reconhecido com sua nomeação como um Companion of the Order of the British Empire (CBE), em 1964, e o prêmio de cavaleiro em 1966, enquanto os mundos da música e do críquete reconheceram-no com inúmeras homenagens. Em seus últimos anos, ele se tornou um guru e figura inspiradora para jovens aspirantes a escritores.